# Лутајући Јеврејин
Лутајући Јеврејин (Ahasverus, Asverusje, Ахашверош) је појава која се темељи на средњовековним легендама o Јеврејину, који није веровао у Исуса Христа и исмејавао га. Исус му је рекао да ће га погодити клетва, по којој неће никад умријети, штавише, заувијек ће лутати светом до Другог доласка.
Легенда је слична причи о Каину, коме је лутање била казна за грех — братоубиство. У хришћанству, Ахашверош симболизује положај Јевреја који су издали Христа и зато су осуђени на вјечито лутање и патњу. Јевреји су били у историји често мета антисемитских погрома у хришћанским земљама.
Постоје тврдње да је Ахашверош виђен у разним земљама. Тако се јавља податак да га је 1868. године срео неки мормон у Солт Лејк Ситију. По легенди његово појављивање претходи природним катастрофама.